# Nyírgyulaj
Nyírgyulaj község Szabolcs-Szatmár-Bereg vármegyében, a Nyírbátori járásban.

## Fekvése
A község a Délkelet-Nyírség meghatározó nagyságú és elhelyezkedésű települése. Baktalórántháza, Máriapócs és Nyírbátor ölelésében helyezkedik el, a megyeszékhely Nyíregyházától 33 kilométerre keletre.
Földrajzi adottságai megfelelőek, bár gazdaságföldrajzi elhelyezkedését tekintve az adottságai nem a legkedvezőbbek, mivel a főbb és forgalmasabb gazdasági-kereskedelmi útvonalak elkerülik. Tipikusan alföldi jellegű, kiegyensúlyozott, kelet-nyugati elhelyezkedésű település, meghatározó földrajzi anomáliák nélkül.

### Megközelítése
Legfontosabb közúti megközelítési útvonala a Baktalórántháza-Nyírbátor közti 493-as főút, ezen érhető el mindkét végponti város felől. Nyíregyháza felől a legcélszerűbb megközelítési útvonala: Baktalórántházáig a 41-es főúton, majd onnan a 493-ason, vagy Nagykálló, Kállósemjén és Nyírbátor érintésével a 4911-es úton, majd szintén a 493-ason; ez utóbbi átlagosan néhány perccel több időt vesz igénybe.
Északnyugati határszélét kevés híján érinti még a Máriapócs-Ófehértó közti 4927-es út is, de nem lép be a határai közé.

## Története
A település történelme a honfoglalás koráig nyúlik vissza. Egyes kutatók szerint már Árpád korában lakott terület volt. Szent István ideje alatt pápai tizedet fizetett.
1279-ben a Gutkeled nemzetség birtokába került, az uralkodó adományozásával. 1328-ban készített oklevelekben találtak arra vonatkozó adatokat, hogy ekkor már egyháza és papja volt. Zsigmond király a 14. Században a nagytárkányiaknak adományozta. Ezután gyakran cserélt gazdát (Balassa, Bátki, Bogdányi család). 1659-ben II. Rákóczi György Thököly Istvánnak ajándékozta. 1662-ben Báthory Zsófia felvidéki birtokait adta érte. 1692-ben Bánffy György erdélyi kormányzó zálogba vette.
A Rákóczi-szabadságharc tiszántúli hadjárata során, 1703. július 24-én II. Rákóczi Ferenc itt adta ki a gyulaji pátensét, amelyben a „kuruc nevezet alatt kóbórló” katonáknak mindennemű kóborlást és prédálást halálbüntetés terhe alatt megtiltott és amit még azután sokszor megismételt, majd harcra szólította fel őket.
Többször pusztította tűzvész, de mindig újjáépítették. Az 1710-es években elnéptelenedett, és 1745 után Károlyi gróf vezetésével ruténekkel telepítették be. A rutének görögkatolikus vallásúak voltak. Ez időben a település két részre oszlott. A keleti részt Paraszt szernek, a nyugati részt Nemes szernek nevezték. Károlyi gróf a felvidékről hozott aratómunkásokkal telepítette be a Paraszt szert. Belőlük lettek az uradalom jobbágya, akik főként görög és római katolikus vallásúak voltak. A Nemes szert a község református vallású őslakói, a kisnemesek lakták.
A görögkatolikus templomot 1447-ben említik először az írások. 1750-ben kápolna épült, amely leégett, majd 1791-től fából készült kápolna működött. A ma is álló és használatban lévő templom építését 1800. szeptember 1-jén kezdték el és 1807-ben fejezték be. 1830-as adatok szerint a hívek száma pontosan 1206 fő volt. Ekkor az egyháznak 28 hold nagyságú birtoka és 3 tantermes iskolája volt, ahol 3 fős tanári kar dolgozott.
Az anyakönyvezés 1711-ben kezdődött el.
A római katolikus vallásról 1328-ból valók az első írásos feljegyzések. A reformáció korában Báthori István fejedelem parancsára a római katolikus templomot átadták a református vallásnak.
A község nevét a honfoglaló Gyula nevéről kapta. 1908-ban vette fel a Nyír- előtagot. Egyrészt a fekvése miatt, másrészt, hogy megkülönböztethessék a Tolna vármegyei Gyulaj községtől. Az első (Nyírbátorral összekötő) makadám útja 1932-ben épült. A település nagysága 1933-as adatok szerint – lakott és külső területe – összesen 6442 Khold volt.
A falu határában van egy középkori településnek, Ábránnak helye. A nevét 1364-ben említik először az oklevelek. Ekkor a Baksa nembe tartozó Tárkányi László birtoka. Nevét templomának vezetőjéről, Szent Ábrahámról kapta. A hajdani falu a mai Ábrány nevű határrész helyén állt.
A falu 1910-ben Szabolcs vármegye Nyírbátori járásához tartozott, és 2179, túlnyomó részben magyar lakosa volt.
A falu lélekszáma 1920-ban 2264, 1930-ban pedig 2236 fő volt.

## Közélete

### Polgármesterei
- 1990–1994: Molnár Antal (független)[4]
- 1994–1998: Molnár Antal (független)[5]
- 1998–2002: Molnár Antal (független)[6]
- 2002–2006: Becsei György (független)[7]
- 2006–2010: Becsei György (független)[8]
- 2010–2014: Becsei György (független)[9]
- 2014–2019: Becsei György (független)[10]
- 2019–2024: Becsei György (független)[11]
- 2024– : Becsei György (független)[1]

## Népesség
A település népességének változása:
| Lakosok száma | 2045 | 2044 | 2047 | 1981 | 1842 | 1832 | 1833 |
|               | 2013 | 2014 | 2015 | 2021 | 2022 | 2023 | 2024 |

2001-ben a település lakosságának 88%-a magyar, 10%-a cigány nemzetiségűnek és 2%-a román nemzetiségűnek vallotta magát.
A 2011-es népszámlálás során a lakosok 88,6%-a magyarnak, 5,6% cigánynak, 0,2% németnek, 0,3% románnak mondta magát (11,4% nem nyilatkozott; a kettős identitások miatt a végösszeg nagyobb lehet 100%-nál). A vallási megoszlás a következő volt: római katolikus 18,6%, református 20,2%, görögkatolikus 34,8%, felekezeten kívüli 7,5% (18,6% nem válaszolt).
2022-ben a lakosság 93%-a vallotta magát magyarnak, 8,6% cigánynak, 0,2% románnak, 0,1-0,1% németnek, ukránnak és szlováknak, 1% egyéb, nem hazai nemzetiségűnek (7% nem nyilatkozott; a kettős identitások miatt a végösszeg nagyobb lehet 100%-nál). Vallásuk szerint 10,5% volt római katolikus, 17,5% református, 36,5% görög katolikus, 0,5% egyéb keresztény, 0,2% evangélikus, 0,2% ortodox, 4,9% felekezeten kívüli (29,1% nem válaszolt).

## Nevezetességei
Műemlékeink a fent említett templomokon és kultúrházon kis számban találhatóak, megfigyelhető azonban a látogató számára a jellegzetesen nyírségi élet, a kultúra és szokások keveredése, a falusi emberek dolgos hétköznap és ünnepnapjai.
Ezen látnivalók mellett a falu közparkjában, valamint a katolikus egyház előkertjében talál a látogató emlékműveket.

## Külső hivatkozások
- Charles Fenyvesi: Mikor kerek volt a világ - Emlékek a szabolcsi szép időkből (ford. Walkóné Békés Ágnes), Európa 1992